# Филип Райнхард II фон Золмс-Хоензолмс
Филип Райнхард II фон Золмс-Хоензолмс (на немски: Philipp Reinhard II zu Solms-Hohensolms; * 18 юни 1615 в Бутцбах; † 20 юли 1665 в Хоензолмс) е граф на Золмс-Хоензолмс.
Той е най-възрастният син на граф Филип Райнхард I фон Золмс-Хоензолмс (1593 – 1636) и съпругата му графиня Елизабет Филипина фон Вид-Рункел (1593 – 1635), дъщеря на граф Вилхелм IV фон Вид-Рункел и графиня Йохана Сибила фон Ханау-Лихтенберг.

## Фамилия
Филип Райнхард II се жени на 4 ноември 1635 г. за графиня Анна Амалия фон Золмс-Браунфелс-Грайфенщайн (* 2 юни 1617; † 4 декември 1640), дъщеря на граф Вилхелм I фон Золмс-Браунфелс-Грайфщайн (1570 – 1635) и графиня Мария Амалия фон Насау-Диленбург (1582 – 1635). Сестра му Йоханета Сибила (1623 – 1651) е омъжена на 10 август 1636 г. за граф Вилхелм II фон Золмс-Браунфелс-Грайфенщайн (1609 – 1676), брат на съпругата му Анна Амалия.
Филип Райнхард II и Анна Амалия фон Золмс-Браунфелс-Грайфщайн имат децата:
- Хайнрих Вилхлем (1637 – 1665 убит в Монтекларос)
- Мария Сабина (1638 – 1685), омъжена на 11 (12) септември 1683 г. за граф Фридрих III фон Вид (1618 – 1698)
- Карл Лудвиг (1639 – 1668)

Филип Райнхард II се жени втори път на 8 април 1642/ 28 август в 1642 г. в Гисен за Катарина Елеонора, фрайин фон Чернембл (* 28 август 1622; † 11 януари 1675), дъщеря на фрайхер Йохан Георг фон Чернембл и Христина Мария фон Ролсхаузен. Те имат децата:
- Йохан Хайнрих Христиан (1644 – 1668 след дуел в Грайфенщайн)
- Йохан Лудвиг (1646 – 1707), граф на Золмс-Хоензолмс, женен I. на 1 февруари 1670 г. в Грьонинген за Луиза, бургграфиня и графиня цу Дона (1646 – 1687), II. на 6 май 1691 г. за графиня Вилхелмина Елизабет фон Лайнинген-Дагсбург (1659 – 1733)